# 김형준 (1984년)
김형준(金炯晙, 1984년 5월 11일 ~ )은 전 KBO 리그 삼성 라이온즈의 투수이다.

## 삼성 라이온즈시절
2010년에 입단하였다.

## 출신 학교
- 신광초등학교
- 경복중학교
- 대구상원고등학교
- 영남대학교